# Mota (île)
Pour les articles homonymes, voir Mota.
Mota est une petite île du Vanuatu, située dans l’archipel des îles Banks. Elle a une superficie de 9,5 km2 et était peuplée en 2009 par 683 habitants

## Culture
Environ 750 personnes parlent la langue de l’île, le mota.

## Histoire
Pendant la seconde moitié du XIXe siècle, Mota fut le centre de l'église anglicane (Mission Mélanésienne), à travers son école de formation des élèves au premier niveau, destinés à devenir des prêtres de plein exercice. Le principal de l'école de la mission était le révérend Robert Henry Codrington (en). Par la suite, la Mission Mélanésienne a abandonné la langue mota comme langue véhiculaire, et a transporté le centre de son système scolaire aux îles Salomon. 